# قصب السكر البالانسي
قصب السكر البالانسي (الاسم العلمي: Saccharum balansae) هو نوع من النباتات يتبع جنس قصب السكر من الفصيلة النجيلية.